# Palazzo dell'Arte dei Beccai
Il Palazzo dell'Arte dei Beccai è un palazzo storico del centro di Firenze, situato in via Orsanmichele 4 angolo vicolo di Ferro e piazza dei Tre Re. Oggi è sede dell'Accademia delle arti del disegno.
La residenza appare (come casa della Congregazione di Carità) nell'elenco redatto nel 1901 dalla Direzione Generale delle Antichità e Belle Arti, quale edificio monumentale da considerare patrimonio artistico nazionale.

## Storia

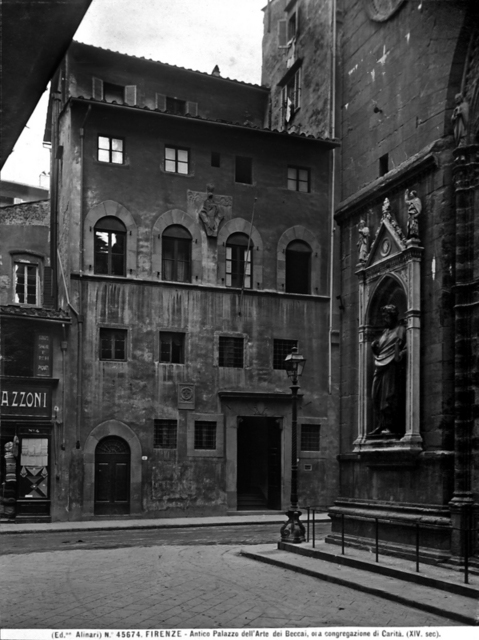
Il palazzo prima dei restauri in una foto Alinari degli anni 1920

L'edificio, eretto nel Trecento su antiche case dei Macci, già dei Capitani di Orsanmichele, fu residenza dell'Arte dei Beccai fino al 1534, quindi, dal 1583, sede delle Arti riunite dei Fabbricanti e Legnaioli. Nella parte verso la piazza dei Tre Re si trovava anche l'Ufficio del magistrato dell'Onestà, che vigilava sull'esercizio della prostituzione. Nel 1772 fu destinato ai servizi delle Dogana e nel 1789 concesso alla Congregazione di San Giovanni Battista o di Carità. 
Salvato dalle demolizioni di questa zona del periodo del Risanamento di Firenze, sono documentati restauri alla sua facciata nelle pagine di "Arte e Storia" del 1893. A partire dagli anni quaranta del Novecento fu sede e proprietà dell'Ente Comunale di Assistenza (E.C.A.) e alla fine degli anni sessanta, trasferitosi già da tempo l'ente in altra sede e acquistato l'immobile dal Banco di Sicilia, la residenza si trovò in condizioni di estremo degrado, come denunciato da alcune lettere di cittadini apparse su "La Nazione"  e questo nonostante il progetto di recupero redatto dall'ingegnere Giuseppe Paladini. Fu poi rivenduto allo Stato e un cantiere fu finalmente aperto su progetto di Guido Morozzi nei primi anni settanta, e quindi, nel 1974, concesso all'Accademia delle Arti del Disegno che tuttora ha qui la sua sede principale. 
Tra gli ulteriori interventi susseguitisi oltre questa data si segnala il cantiere del 2016 volto al ripristino degli intonaci e al restauro degli elementi lapidei della facciata, realizzato con il determinante contributo dell'Ente Cassa di Risparmio di Firenze. Al 2019-2020 si datano poi interventi negli spazi interni su progetto dell'architetto David Palterer, finalizzati alla creazione di un ambiente per la conservazione e la valorizzazione di alcune tra le opere d'arte più prestigiose di proprietà dell'Accademina, tra le quali il Dio fluviale di Michelangelo già esposto a Casa Buonarroti.

## Descrizione

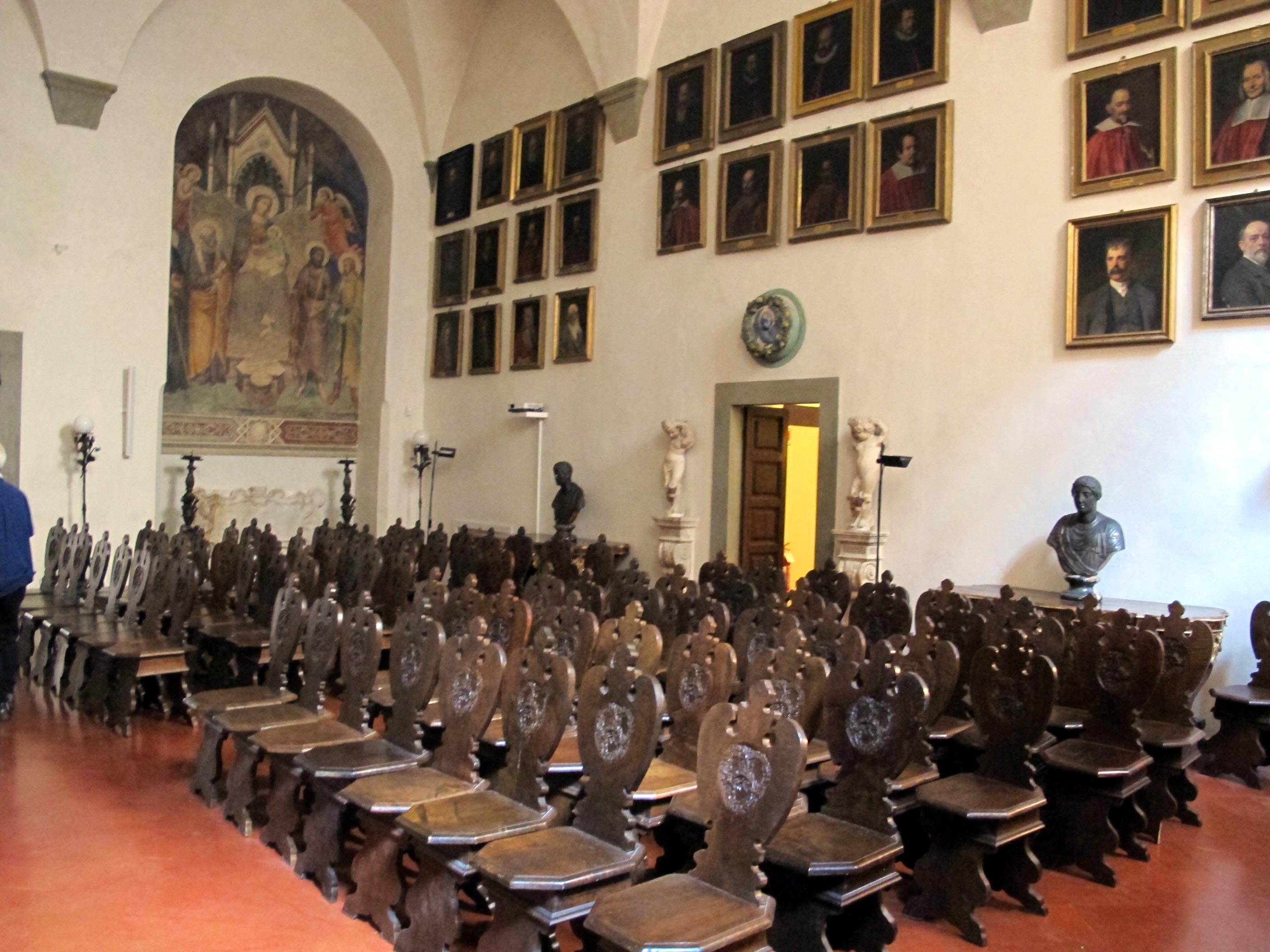
Sala della Adunanze

Il fronte si presenta nelle forme assunte nel corso del Quattrocento (sebbene le finestre siano state modificate posteriormente), con il piano nobile segnato da quattro finestre ad arco allineate su un semplice ricorso di pietra. In alto è uno scudo in pietra con il becco araldico proprio dell'Arte dei Beccai, a lungo reputato opera di Donatello (e un altro si ripete sull'architrave della porta principale). Sempre sul fronte sono due scudi con il giglio di Firenze. Vicino alla porta secondaria sono invece i tre cerchi intrecciati propri dell'Accademia delle Arti del Disegno. Quest'ultimo simbolo rappresenta infatti le tre arti maggiori intrecciate come sorelle: Architettura, Pittura e Scultura, che hanno il fondamento comune del disegno, secondo le teorizzazioni del Vasari. Una ulteriore e più antica insegna dell'Arte dei Beccai è sull'angolo che l'edificio determina sul vicolo di Ferro. 
All'interno sono conservate numerose opere d'arte, tutte di proprietà dell'Accademia. La punta di diamante della collezione era il San Matteo di Michelangelo, concesso in deposito dal 1909 alla Galleria dell'Accademia. La collezione d'arte è oggi esposta in gran parte nella sala al piano terra detta "delle Adunanze". Dominano gli affreschi del Tabernacolo di Boldrone (proveniente da un tabernacolo presso villa La Quiete) di Pontormo, autore forse anche del prototipo della Madonna del Libro, di incerta attribuzione. Sul lato sud, entro una nicchia, una Madonna in trono e santi (1395-1400) di Mariotto di Nardo, con sinopia. All'inizio del Quattrocento risalgono invece i due sportelli d'organo con Angeli musicanti dipinti, di Francesco d'Antonio. I ritratti alla parete est rappresentano i reggenti dell'Accademia, dalla sua fondazione ad oggi. Tra essi è un Ritratto di Ridolfo de' Bardi, luogotenente dell'Accademia del Disegno nel 1593 dipinto da Niccolò Betti nel 1596. La Natività di Cristo, lunetta di Francesco Granacci, è visibile sulla porta di una stanza attigua.
Tra le sculture cinquecentesche un busto di Cosimo I, un torso frammentario, un busto bronzeo di Michelangelo derivato dal ritratto di Daniele da Volterra, e una statua marmorea che raffigura la Virtù vincitrice sull'Inganno. Inoltre vi si trovano varie opere di artisti e accademici, dall'Ottocento a oggi.

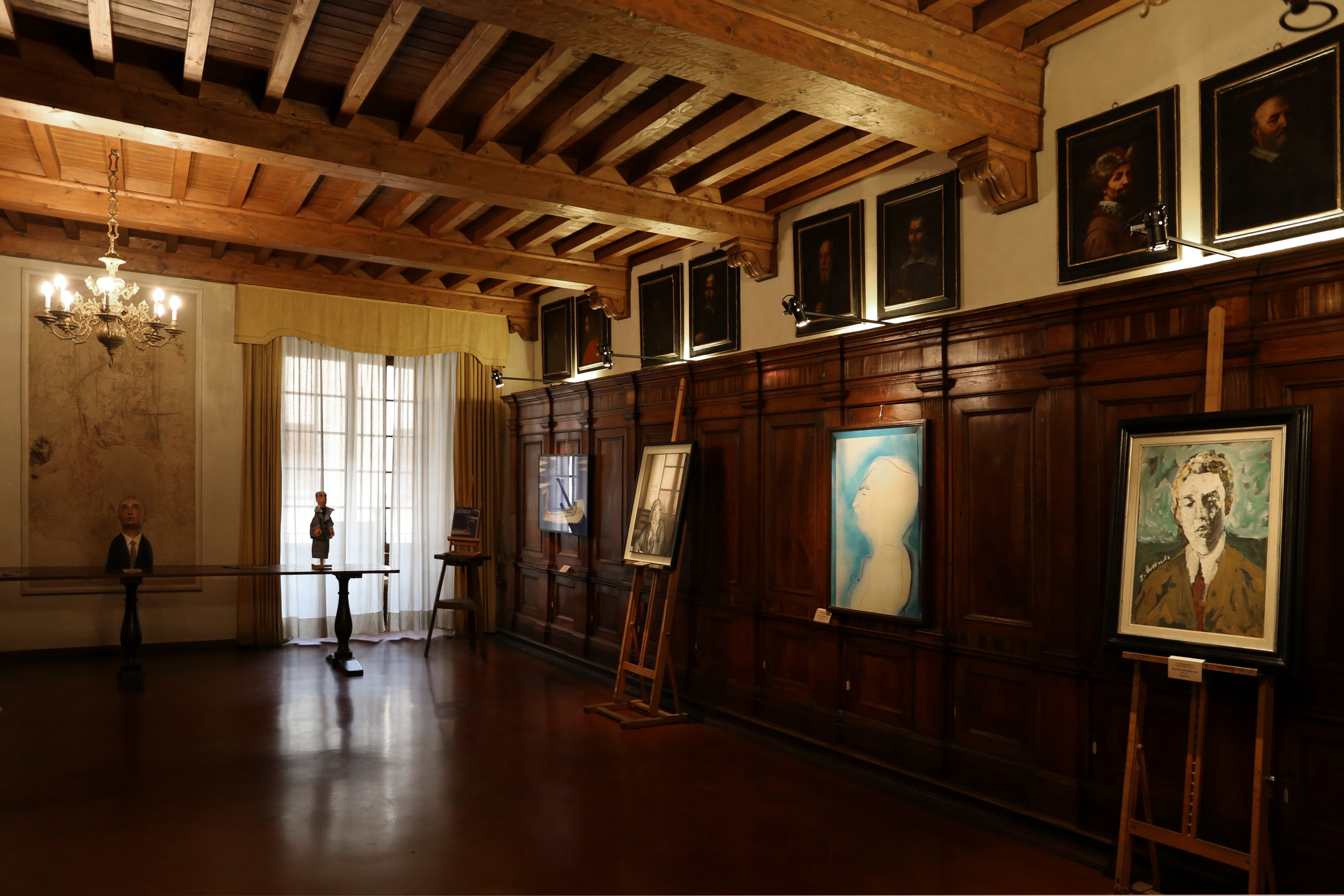
Il salone del primo piano

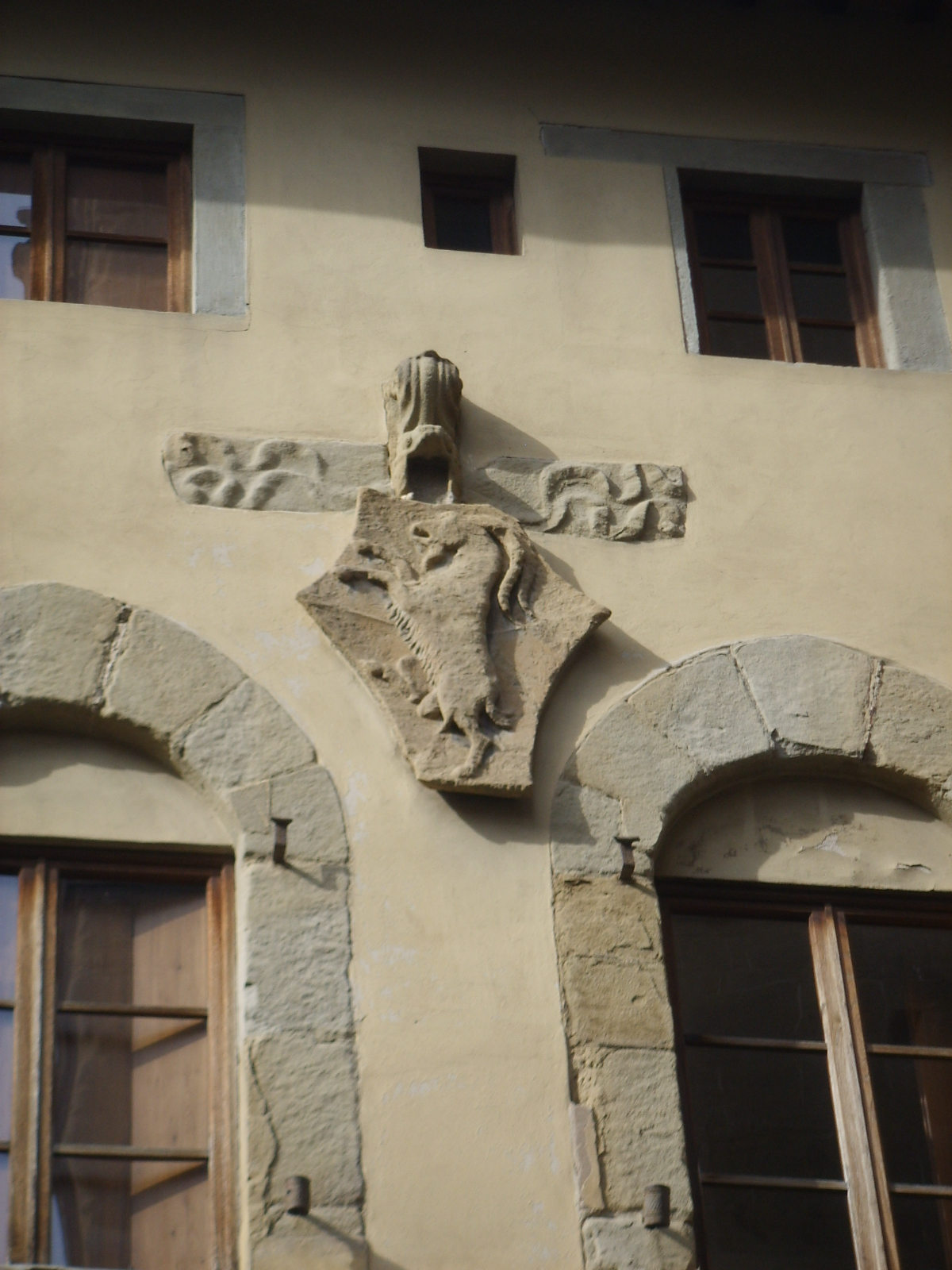
Stemma centrale dell'Arte dei Beccai
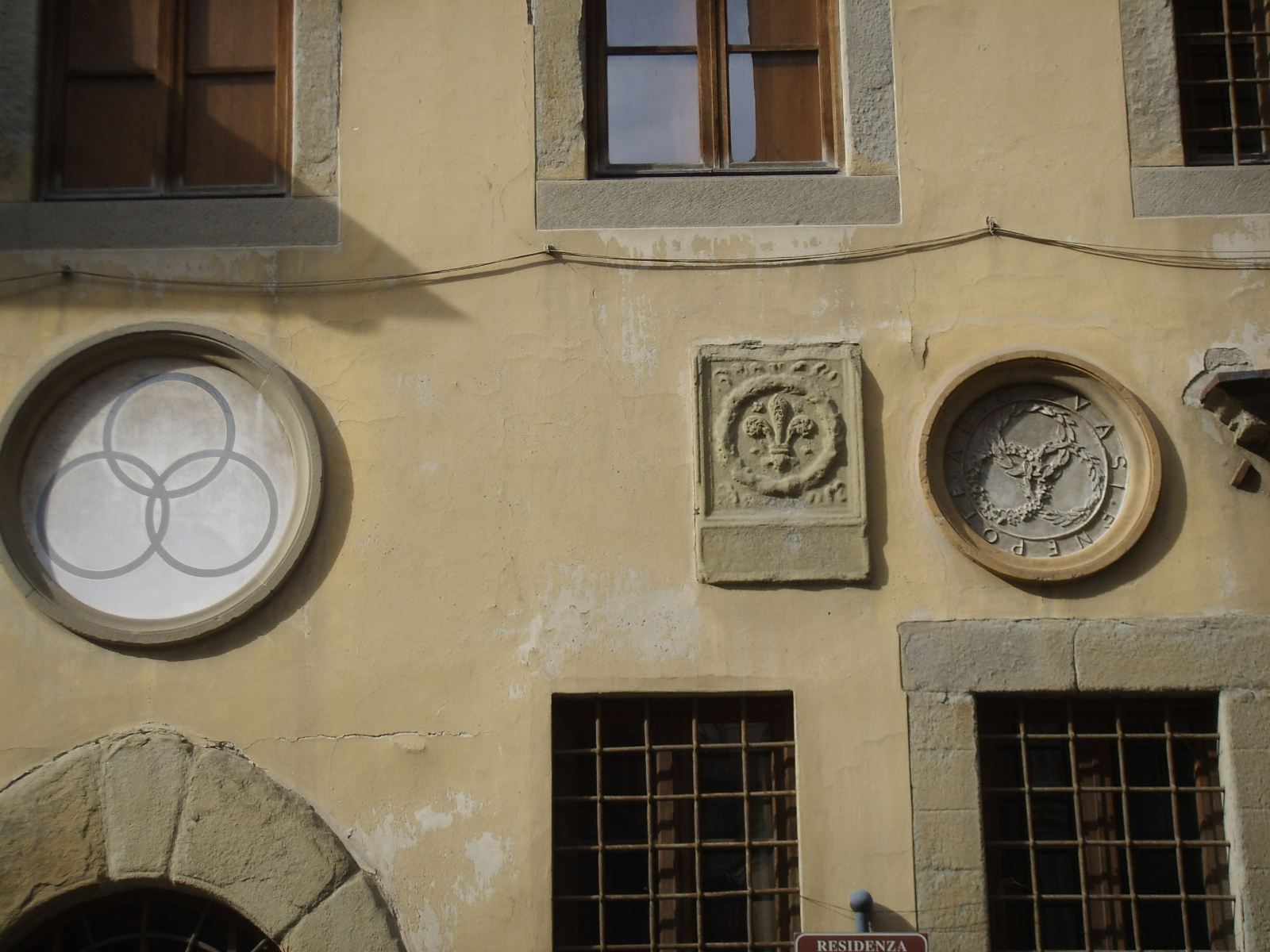
Altri stemmi sulla facciata
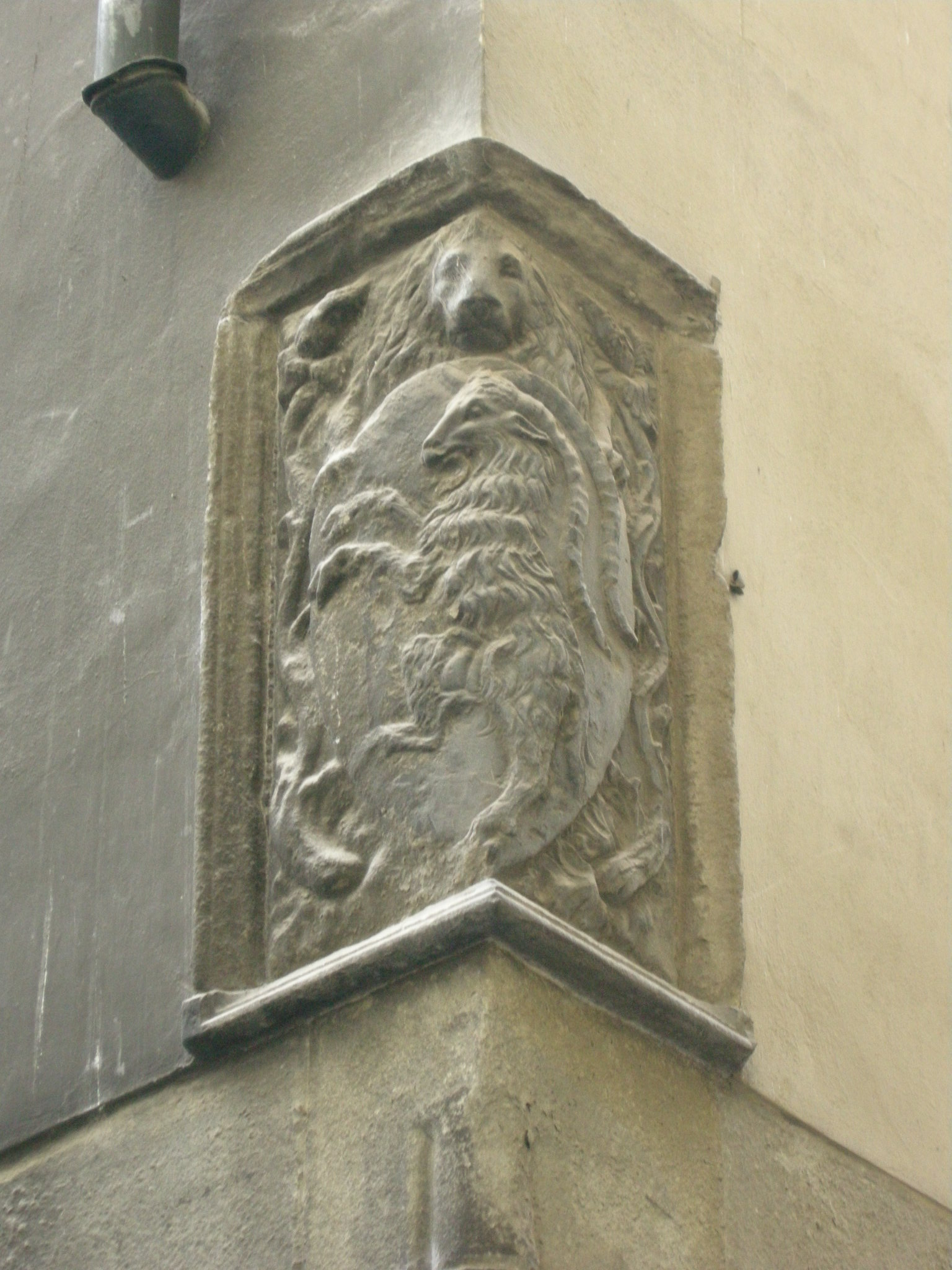
Stemma dell'arte dei Beccai all'angolo con piazza dei Tre Re
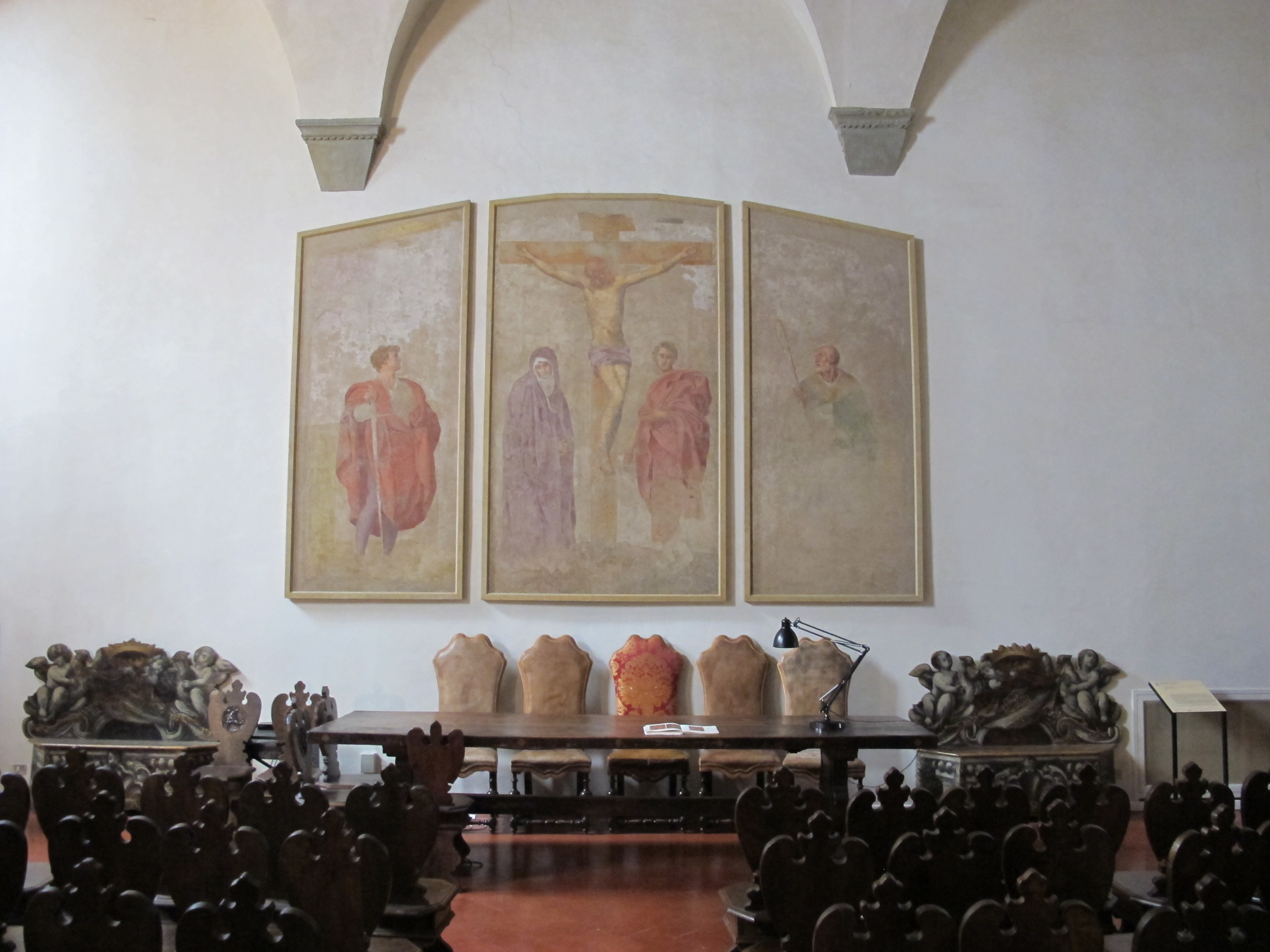
Il tabernacolo di Boldrone
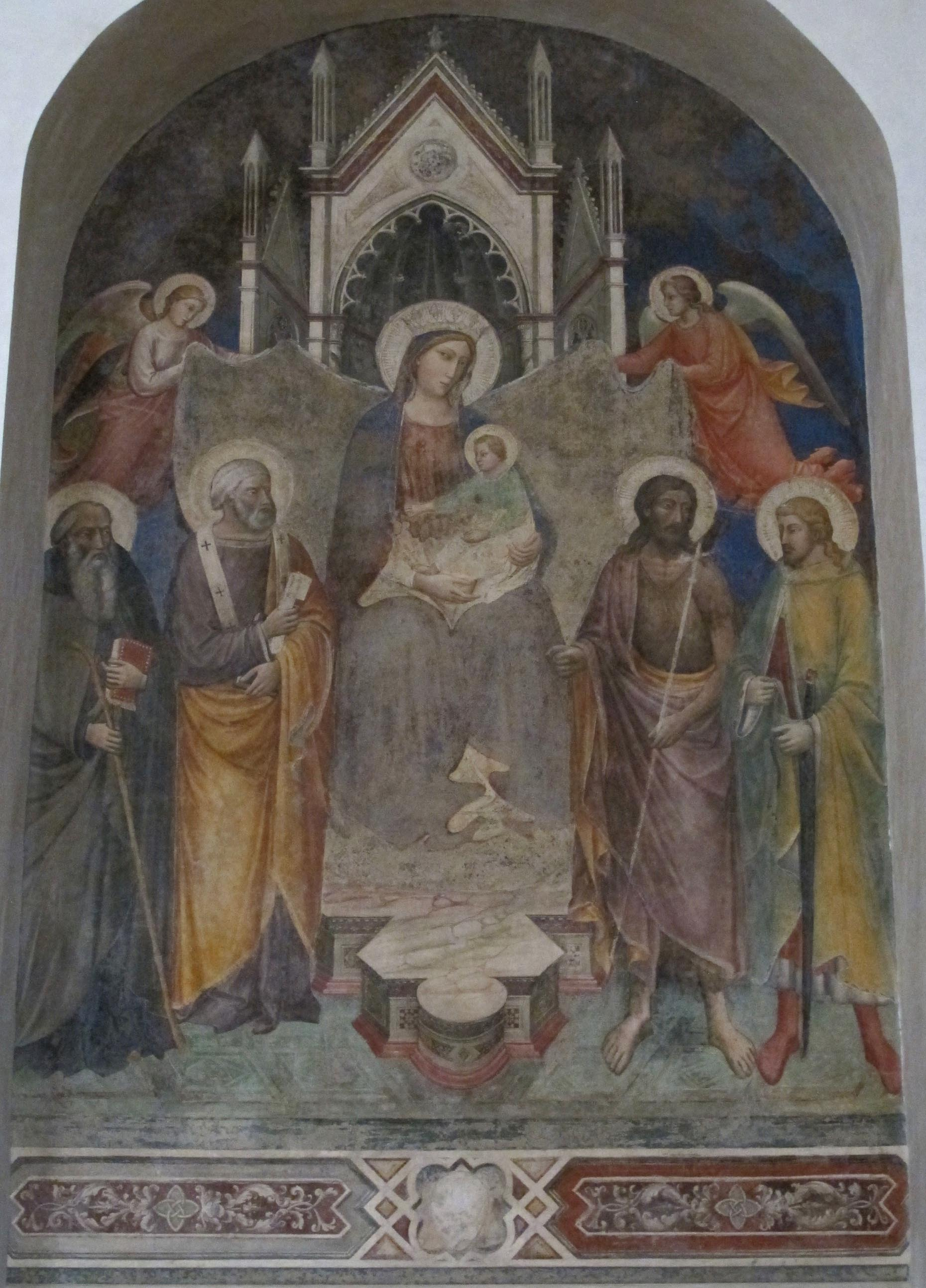
Affresco di Mariotto di Nardo

## Bibliografia

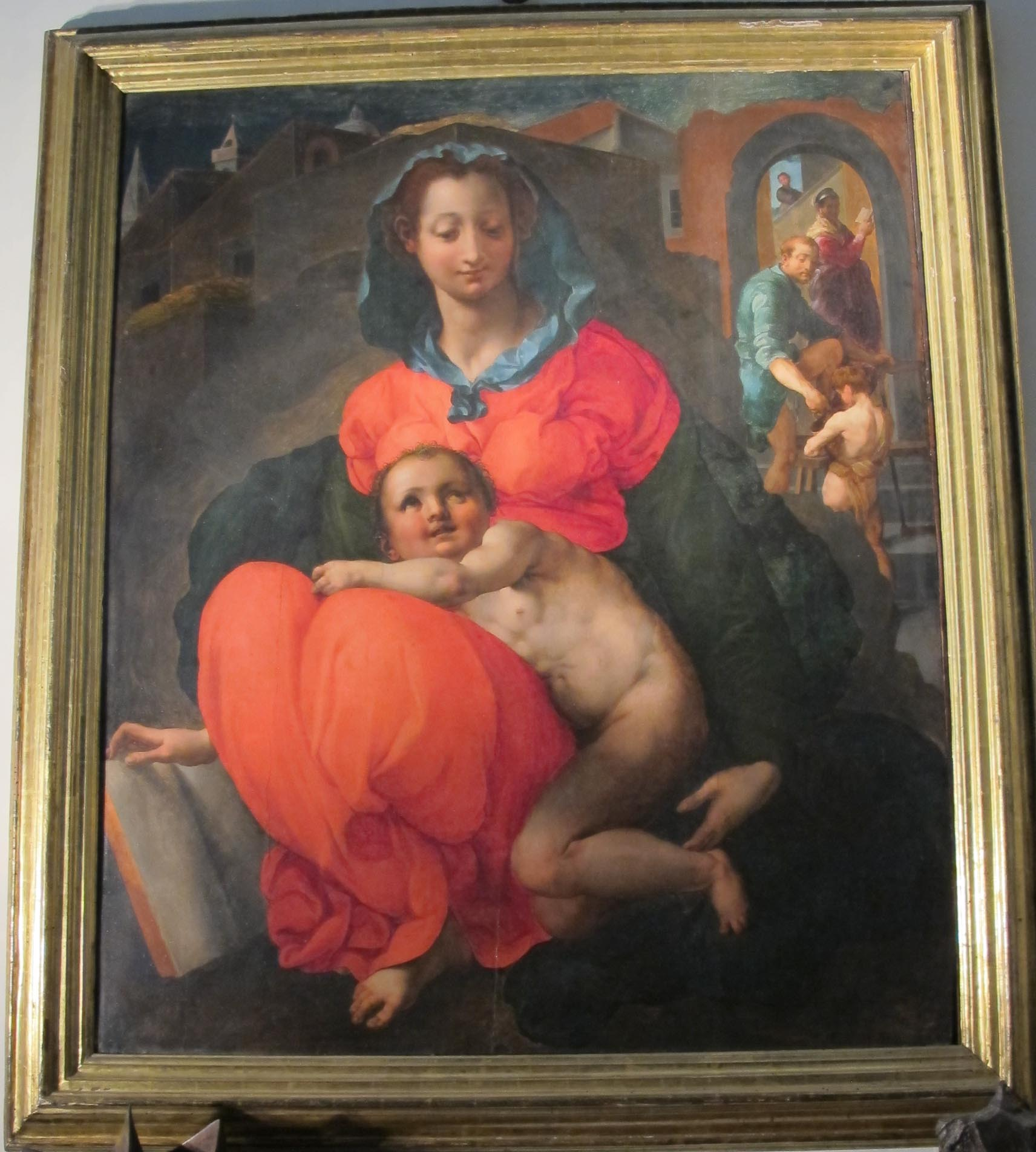
Madonna del Libro, attribuita a Pontormo